# Shaun Chen

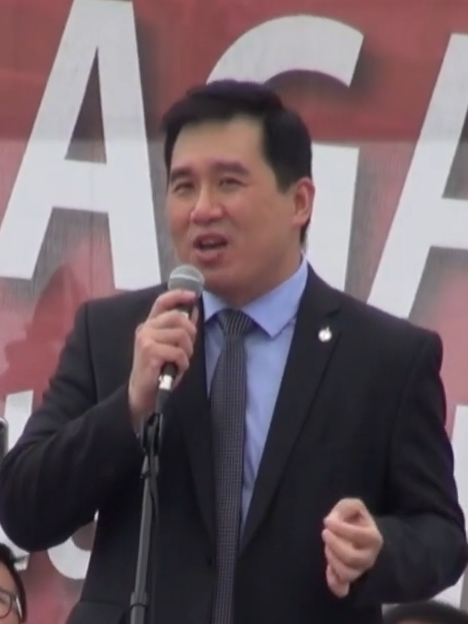
photo de Shaun Chen (24/06/2023)

Shaun Chen, né le 18 septembre 1980 à Toronto, est un administrateur scolaire et homme politique canadien. Il est député de la circonscription de Scarborough-Nord à la Chambre des communes du Canada depuis les élections fédérales de 2015 sous la bannière du Parti libéral du Canada.
De 2006 à 20l5, il est administrateur scolaire au Conseil scolaire du district de Toronto dont il assume la présidence de décembre 2014 à août 2015.

## Biographie
Né le 18 septembre 1980 à Toronto, Shaun Chen grandit à Scarborough où il habite depuis sa naissance. Son père, Kuo Tsai Chen, et sa mère, Yueh Ming, sont d'origine chinoise hakka mais sont nés et ont grandi en Inde.
Chen étudie à l'Institut collégial Sir John A. Macdonald et à l'Université de Toronto où il obtient un baccalauréat ès sciences en informatique et études sur l'équité et une maîtrise en sociologie de l'éducation.
Il est élu pour la première fois en 2006 au Conseil scolaire du district de Toronto en tant que conseiller scolaire du quartier 21, Scarborough–Rouge River. Le 1er décembre 2014, il devient président du conseil, le premier administrateur de Scarborough à occuper le poste. Il démissionne de la présidence le 4 août 2015 pour se présenter aux élections fédérales.

### Carrière politique
Lors des élections fédérales canadiennes de 2015, il est élu député libéral de la nouvelle circonscription de Scarborough-Nord à la Chambre des communes. Il bat par 8 167 voix son plus proche rival, le candidat conservateur Ravinder Malhi. La candidate néo-démocrate, Rathika Sitsabaiesan, termine troisième. Cette dernière est la députée sortante de la circonscription de Scarborough—Rouge River, circonscription en partie dissoute dans la nouvelle circonscription.
Il est réélu en 2019 et en 2021 avec de plus grandes majorités.